# 清华大学早期建筑
清华大学早期建筑指清华大学校园内的早期建筑，現存有二十座，主要分佈在现清华大学校园西区，且皆為1935年以前的建築。
清華大學早期建築、未名湖燕園建築以及武漢大學早期建築一起作為首批中國大學校園內歷史建築群，於2001年6月25日被国务院正式公布为第五批全国重点文物保护单位。2016年被列入為“中国20世纪建筑遗产”。

## 歷史

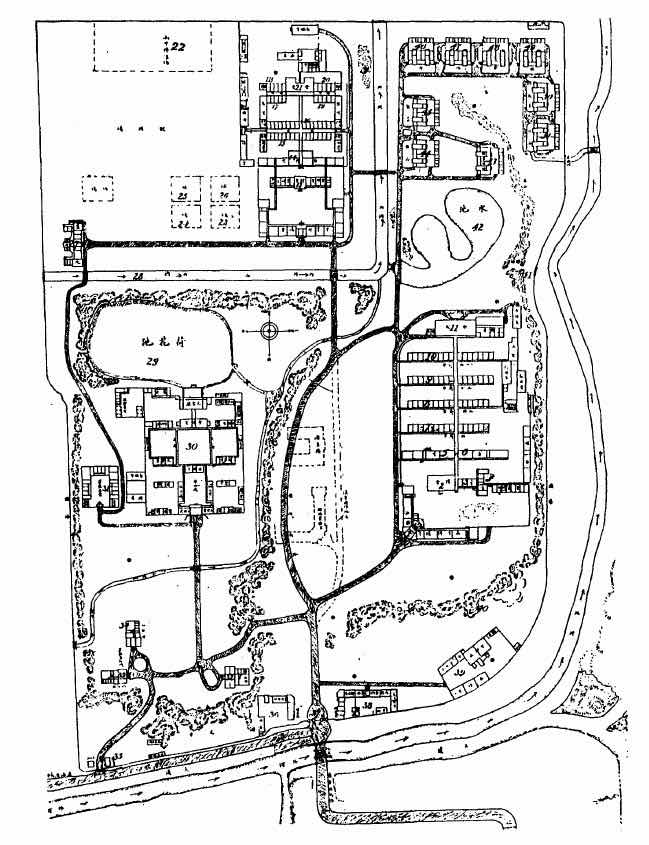
1909年斐士的校园规划

清華建校前，近春园已经荒芜多年，併入清華園後也長達十八年的时间里并未有建设。而清華園當時有工字廳、古月堂、永恩寺等園林建築
清華第一個校園規劃與工程是由美籍奥地利人埃米尔·斐士（Emil Sigmund Fischer）負責的，設計時間約在1909年，建設時間是1909年至1911年清華開學前。斐士的規劃保留的皇家園林的山水環境;拆除永恩寺、土地庙和饭房; 建設了二校门、清华学堂西部、北院、二院、三院、同方部、校医院等。建築風格多為欧洲建筑形式，实现中西合璧。除此之外，還規劃了功能分区、完整的道路系统和现代水電等服务设施。工程费用总计50万两白银，约合35万美元，建築总面积至少21018平方公尺。
1914年10月，美国建筑师墨菲与小丹纳为清华制定第二個校园规划。在此规划中，布置两个学校：东部为八年制留美预备学校，西部為四年制综合大学。在東部，以大礼堂為中心区，並採用美国常青藤学校的方院式布局及建筑风格，規劃中還準備拆除二院及同方部，以佈置周邊教學樓、宿舍與食堂，但均未實現；在西部，以近春园为中心，園中岛內设图书馆，湖的北侧建有4000座的礼堂，并在湖的周围设置教学楼，校门选在近春园南侧，北部为学生生活区，然而此設計也未實現。这个规划主要只建成了“四大建筑”。从此“四大建筑”象征并代表着清华大学校园建筑的主流风格。
墨菲完成的規劃有：1916年清华学堂大楼向东扩建、1916-1919年建图书馆、体育馆、科学馆、1917至1920年建成大礼堂，以及大礼堂一带的佈局。在工字厅前树林中，還规划了五栋别墅式住宅，二校门附近则设后勤辅助建筑。經過此規劃建設後，到了1928年，除工字厅外，清華建筑面积达45500平米，校园占地约为1200余亩。
1928年，清華改制為國立大學，首任校長罗家伦委託任職於天津基泰工程公司的杨廷宝承擔設計規劃。1930年，清華完成第三個校園規劃圖，此規劃將原本分成留美部與大學部的清華合併設計成一個綜合性大學。在近春園部分，近春園荒島中心上設置博物館、環湖五棟學術建築、校河北岸佈置3棟學術建築、校园西北角高地建气象台，並在荒岛四周采用规则半圆环状水渠与整齐对称的道路系统。在大禮堂部分，大礼堂作为学校集会中心擴增座位數，扩建图书馆、后体育馆，拆除二院、三院、同方部以新建教學樓、食堂、學生活動樓，男女生宿舍分别设置在运动场南北两端，大草坪南端建設行政樓等。然而，實際規劃建成的只有「新四大建築」：生物学馆、气象台、明斋、图书馆二期
1931年，梅贻琦就任校长后，聘請沈理源担任清华主要建築師，沈理源設計清華許多建築，然而並沒有完整的校園規劃，「有建築而無規劃」使得清华校园变得杂乱。沈理源设计了化学馆、电机工程馆、机械工程馆、航空馆、旧大饭厅、后体育馆、七棟新林院建筑、西校门、水力实验馆、静斋、善斋、擴建西院、平斋、新斋、电话机房、普吉院等。

## 保護地帶

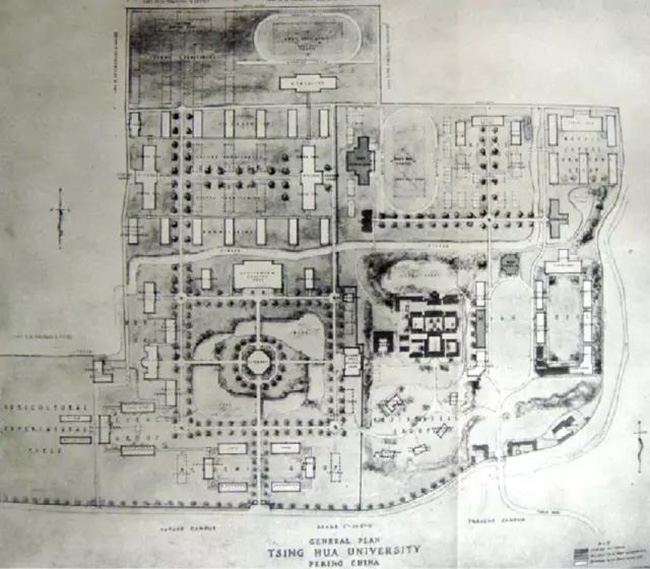
1914年清華大學校園规划

1992年，清華早期建築劃定了保護範圍與建設控制地帶。保護範圍：
- 東：分成三段，北端是宿舍西牆及延伸線；中段為万泉河西岸；南段至五教西墙及其延长线。
- 西：气象台、生物馆西近春路西沿。
- 南：清華路。
- 北：分成兩段，西段距平斋、新斋北墙以北10米的平行线：东段至宿舍楼南墙及其延长线。

## 建築內容
早期建筑主要分成三部分：
第一部分是清华园清代建筑工字厅、古月堂；1909年至1912年建造的清华学堂（包括1916年扩建部分）、同方部等。
第二部分是1919年至1925年建造的“四大建筑”，即大礼堂、科学馆、图书馆（一期工程）、体育馆（现西体育馆）等。
第三部分是1931年至1935年建造的生物馆（现生物旧馆）、化学馆、图书馆（二期工程）、气象台（现天文台）、校门（现西校门）、电机馆（现新闻与传播学院宏盟楼）、机械馆（现热能工程系系馆，包括二校门东侧小楼）；明、新、善、静、平“五斋”学生宿舍。

## 建築一覽
| 名称                       | 图片               | 始建年份 | 地点                                           | 现时用途                                     | 备注 |
| -------------------------- | ------------------ | -------- | ---------------------------------------------- | -------------------------------------------- | --- |
| 工字廳                     |                    | 1762年   | 清華大學第二教學樓西側                         | 清華大學校長辦公室等重要辦公機構的所在地     | |
| 古月堂                     |                    | 1882年   | 與工字廳一巷相隔                               | 古月堂目前为清華总务机关与外事部门办公所在地 | 古月堂总建筑面积约670平方米，最初是用作当时的清华园主人惇亲王绵恺的书房。清华建校后，这里成为教师宿舍。1928年後成為清華第一座女生宿舍。 |
| 清華學堂                   |                    | 1911年   | 清華大禮堂大草坪的東南方                       | 作為教學樓                                   | |
| 同方部                     |                    | 1911年   | 位於清華學堂北側                               | 作為校友總會的辦公處                         | 同方部是清華大學最早的禮堂 |
| 清華大學西區體育館         |                    | 1919年   | 位於清華大禮堂西北方向遠處，西大操場西側       | 作為體育館                                   | |
| 清華大學圖書館（一期工程） |                    | 1919年   | 位於清華大禮堂北方向                           | 作為圖書館                                   | 圖書館的東部分 |
| 清華大學科學館             |                    | 1919年   | 位於清華大禮堂前草坪西側，西階和二教之間       | 清華大學高等研究院所在地                     | |
| 清華大禮堂                 |                    | 1920年   | 位於清華大學中部                               | 作為禮堂                                     | |
| 清華大學生物館             |                    | 1929年   | 位於清華園西部，理學院區南端，近春園附近       | 作為生物系館                                 | |
| 明斋                       |                    | 1930年   | 位于西北操场北端                               | 清华大学社会科学学院的院馆                   | 明齋的「明」字取自《大學》：「大學之道，在明明德。」                                                                                    |
| 清華大學圖書館（二期工程） |                    | 1931年   | 位於清華大禮堂北方向                           | 作為圖書館                                   | 圖書館的中、西部分 |
| 清華大學化學館             |                    | 1931年   | 位於清華園西北隅                               | 作為化學系館                                 | |
| 清華大學氣象台             |                    | 1931年   | 位於清華園生物館北邊                           | 作為天文台                                   | |
| 善斋                       |                    | 1932年   | 明斋西邊                                       | 马克思主义学院的办公楼                       | 善齋的「善」字取自《大學》：「在止於至善。」                                                                                            |
| 静斋                       |                    | 1932年   | 位於近春園與舊清華園的交界上，與甲所一丘之隔。 |                                              | 靜齋的「靜」字取自《大學》：「知止而後能定，定而後能靜。」                                                                              |
| 清華大學西校門             |                    | 1933年   | 清華西路與中關村北大街交叉口                   | 作為西校門                                   | |
| 新斋                       |                    | 1934年   | 位於明齋旁邊                                   | 清华大学人文学院部分系所在地                 | 新齋的「新」字取自《大學》：「在新民。」                                                                                                |
| 清華大學電機工程館         | 清華大學電機工程館 | 1934年   | 新水利館東南側                                 | 清華大學新聞與傳播學院院館                   | |
| 平斋                       |                    | 1934年   | 平齋位於善齋後面                               | 教工宿舍                                     | 平齋的「平」字取自《大學》：「欲治其國者，先齊其家；欲齊其家者，先修其身。」                                                            |
| 清華大學機械工程館         |                    | 1935年   | 位於二校門東側                                 | 清華大學能源與動力工程系的系館               | |